# Ichthyobelus youngi
Ichthyobelus youngi är en insektsart som beskrevs av Kramer 1976. Ichthyobelus youngi ingår i släktet Ichthyobelus och familjen dvärgstritar. Inga underarter finns listade i Catalogue of Life.